# Geschichtspädagogik
Geschichtspädagogik ist eine ältere (Sammel-)Bezeichnung für die Geschichtsdidaktik und Geschichtsmethodik. Entsprechende Professuren zur Ausbildung von Geschichtslehrern, besonders für die Volksschule an den Pädagogischen Hochschulen, trugen diese Bezeichnung in Deutschland bis in die 1960er Jahre (z. B. Klara Maria Fassbinder an der PH Bonn). In Braunschweig bestand ein Geschichtspädagogischer Arbeitskreis um Georg Eckert und Hans Ebeling. Im Bereich der Museumspädagogik und in anderen europäischen Staaten gibt es diesen Begriff bis heute und meint meist historische Angebote, die speziell für Kinder und Heranwachsende bestehen.